# Korpijoki (vattendrag i Norra Österbotten, lat 65,27, long 27,28)
Korpijoki är ett vattendrag i Finland.   Det ligger i landskapet Norra Österbotten, i den centrala delen av landet, 600 km norr om huvudstaden Helsingfors.